# Attentati ai bus di Be'er Sheva
Gli attentati ai bus di Be'er Sheva furono due attentati suicidi eseguiti quasi contemporaneamente a bordo di bus di pendolari a Be'er Sheva, in Israele, il 31 agosto 2004. 16 persone furono uccise e più di 100 rimasero ferite. Hamas rivendicò gli attentati.

## Contesto
Il maggior attentato precedente a Be'er Sheva era stato quello del 19 ottobre 1998 alla stazione centrale degli autobus, 64 persone rimasero ferite quando un palestinese di Hebron lanciò due granate contro la stazione degli autobus.
Durante la Seconda intifada nei primi anni 2000, periodo caratterizzato da un'intensificazione degli attacchi suicidi perpetrati in Israele dalle organizzazioni militanti palestinesi, Be'er Sheva era considerata un luogo relativamente sicuro, poiché non aveva subito attacchi terroristici.
Nel 2004, anno in cui avvenne l'attentato, la Seconda intifada stava declinando, ma le tensioni crebbero nel marzo 2004, con l'assassinio del leader di Hamas Ahmed Yassin e, un mese dopo, del suo successore.

## Gli attentati
Al momento degli attentati, gli autobus pubblici "Metrodan Beersheba" (linee 6 e 12) erano pieni di civili israeliani e viaggiavano lungo la strada principale di Be'er Sheva, Rager Boulevard, vicino al municipio, in un luogo molto affollato. Alle 14:50, il primo attentatore fece esplodere l'ordigno nascosto sotto i suoi vestiti sull'autobus numero 6 mentre questo superava un incrocio trafficato nel centro della città. Due minuti dopo, il secondo attentatore si fece esplodere mentre era a bordo dell'autobus numero 12, a circa 100 metri di distanza dal primo autobus. La forza dell'esplosione, che spazzò via e mutilò istantaneamente molti civili, rese difficile per le autorità identificare le vittime. La vittima più giovane fu un bambino di 3 anni e mezzo ucciso mentre era seduto sulle ginocchia di sua madre.

### Vittime
Molti dei passeggeri erano tornati dallo shopping in un mercato all'aperto, mentre altri erano studenti che tornavano a casa da scuola. Secondo il Ministero degli Affari Esteri israeliano, le vittime, tutti residenti a Beersheba, furono:
- Shoshana Amos, 64 anni, di Beersheba;
- Aviel Atash, 3 anni, di Beersheba;
- Vitaly Brodsky, 52 anni, di Beersheba;
- Tamara Dibrashvilli, 70 anni, di Beersheba;
- Raisa Forer, 55 anni, di Beersheba;
- Larisa Gomanenko, 48 anni, di Beersheba;
- Denise Hadad, 50 anni, di Beersheba;
- Tatiana Kortchenko, 49 anni, di Beersheba;
- Rosita Lehman, 45 anni, di Beersheba;
- Karine Malka, 23 anni, di Beersheba;
- Nargiz Ostrovsky, 54 anni, di Beersheba;
- Maria Sokolov, 57 anni, di Beersheba;
- Roman Sokolovsky, 53 anni, di Beersheba;
- Tiroayent Takala, 33 anni, di Beersheba;
- Eliyahu Uzan, 58 anni, di Beersheba;
- Emmanuel Yosef (Yosefov), 28 anni, di Beersheba.